# 다이아몬드 (포켓몬스터 스페셜)
다이아몬드(일본어: ダイアモンド, 영어: Diamond)는 만화 《포켓몬스터 스페셜》에 등장하는 인물이다.

## 인물
제 7장의 주인공 중 한 명. 게임 포켓몬스터DP 디아루가·펄기아의 주인공이 모델. 통칭은 "다이아"이며 플라티나를 짝사랑한다. 펄과는 개그 콤비이며 소꿉친구이다.

## 소유 포켓몬
모부기 → 수풀부기 → 토대부기
축복시티에서 스타팅으로 받고 영원시티에서 특훈 중에 수풀부기로 진화했으며,
장막시티에서 갤럭시단과 싸우다가 토대부기로 진화한다.
먹고자
다이아가 원래 가지고 있던 포켓몬으로 주인을 닮아 먹는 것을 좋아한다.
방패톱스 → 바리톱스
운하시티에서 동관한테 받았다. 그 뒤로 장막시티 갤럭시단 본부에서 갤럭시단과 싸우다가 진화한다.
내루미→내룸벨트
축복시티에서 야생 포켓몬으로 나타났는데, 구르기를 배우고 있어서 내룸벨트로 진화하였다. 하지만 결국 다이아한테 잡힌다.
맘모꾸리
천관산으로 가던 중에 플라티나한테 선물로 받았다. 창기둥에서의 결전에서 활약하게 된다.
레지기가스
선단 신전에 있었는데, 플라티나의 가방에서 몬스터볼이 밖으로 나와 잡혔다. 창기둥에서의 결전에서 
플라티나의 가방에 있던 몬스터볼에서 나와 다이아를 도와준다.
로토무
솔직히 7번째라 소지포켓몬이라 말하긴 뭣하지만.
도감소유자들 중 몇몇은 7번째를 가지고 있기에, 
미리 7번째라 말하고 설명한다.
영원의 숲, 숲의양옥에서 처음 등장시에는 정체가
밝혀지지 않았다. 단지 플라즈마라는 언급만 나온다. 그러나 9장에서 폼체인지를 할 수 있는, 그리고 플루토가 노리는 이른바 지켜야 할 포켓몬 리스트에 있어 펄과 다이아몬드가 다시 숲의양옥으로 찾아간다. 그후 다이아몬드를 따르게 되어 로토무는 다이아몬드와 계속 함께 다닌다.